# Mokrzyn
Mokrzyn (Duits: Petersdorf) is een plaats in het Poolse district  Bytowski, woiwodschap Pommeren. De plaats maakt deel uit van de gemeente Bytów en telt 149 inwoners.